# George Raymond Dallas Moor
George Raymond Dallas Moor VC MC (mit Spange) (* 22. Oktober 1896 in St. Kilda, Victoria, Australien; † 3. November 1918 in Mouvaux, Frankreich) war ein britischer Offizier.

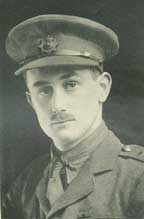
George Moor

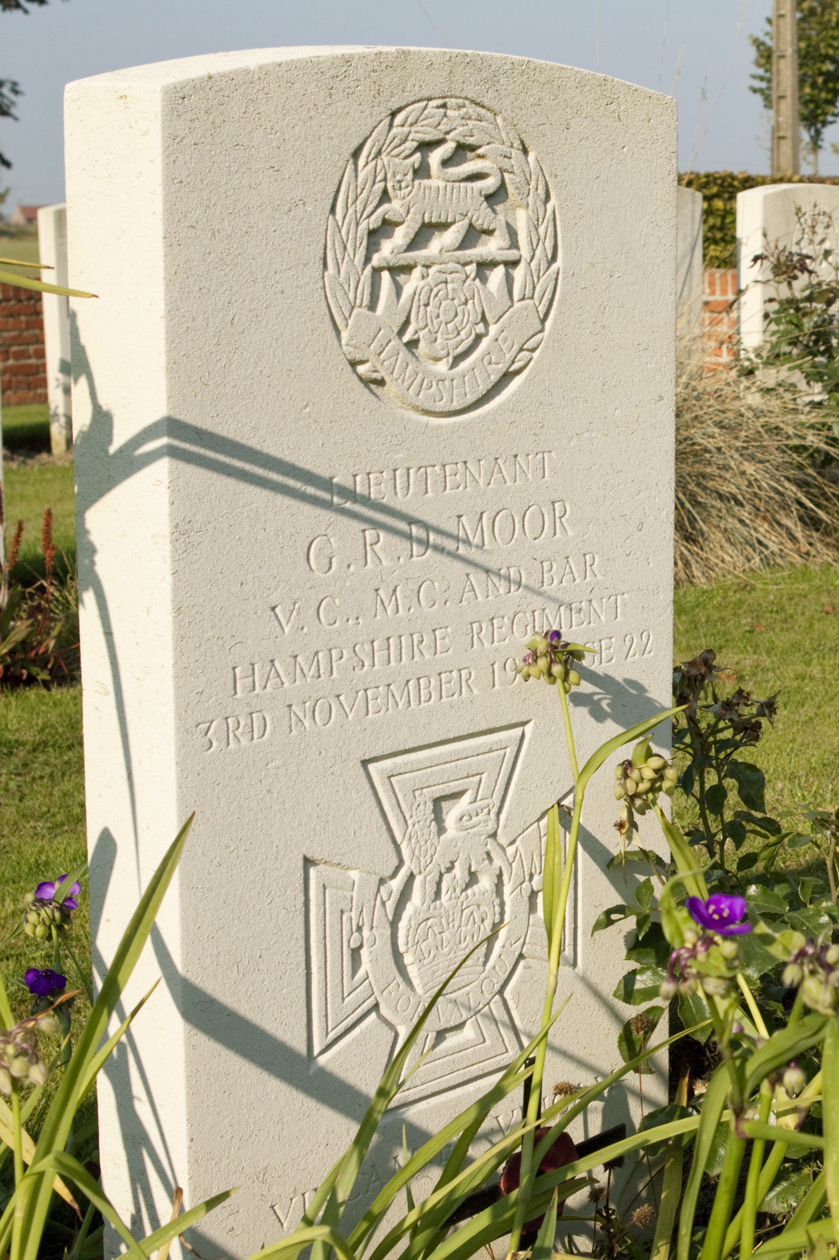
Sein Grab auf dem Soldatenfriedhof von Bois-Grenier, Frankreich

Moor erhielt für seine Tapferkeit während des Gallipoli-Feldzuges 1915 das Victoriakreuz, die höchste britische Tapferkeitsauszeichnung. Er hatte einen Rückzug britischer Soldaten aufgehalten, indem er vier seiner eigenen Leute erschoss.
Moor war 18 Jahre alt und Second Lieutenant im 2. Bataillon des Hampshire-Regiments, 29. britische Division, und nahm während des Ersten Weltkriegs an den Kämpfen auf der Halbinsel Gallipoli teil.

„Als eine Abteilung des Bataillons zu seiner linken, das alle seine Offiziere verloren hatte, am 5. Juni 1915 im Einsatz südlich von Krithia, Gallipoli, Dardanellen, vor einem türkischen Angriff fluchtartig zurückwich, erkannte Second Lieutenant Moor sofort die Gefahr für die verbliebene Frontlinie, rannte 200 Yards (183 Meter) zurück, hielt den Rückzug auf, führte die Männer zurück und eroberte den verlorenen Graben zurück. Dieser junge Offizier, der erst im Oktober 1914 in die Armee eingetreten war, rettere durch seine persönliche Tapferkeit und Geistesgegenwart eine gefährliche Situation.“

In Wahrheit fand dieses Ereignis nicht am 5., sondern am 6. Juni während des türkischen Gegenangriffs infolge der dritten Schlacht von Krithia statt. Moor „hielt den Rückzug auf“, indem er vier seiner eigenen Leute erschoss. In den Worten seines Divisionskommandeurs General Henry de Lisle erschoss Moor „die vorderen vier Männer und die übrigen kamen zur Besinnung“.
Moor wurde später zum Lieutenant befördert und starb am 3. November 1918 an der Westfront an der Spanischen Grippe.
Sein Victoriakreuz befindet sich heute im The Royal Hampshire Regiment Museum & Memorial Garden in Winchester, England.